# یواس‌اس واندرلاست (اس‌پی-۹۲۳)
یواس‌اس واندرلاست (اس‌پی-۹۲۳) (به انگلیسی: USS Wanderlust (SP-923)) یک کشتی بود که طول آن ۸۳ فوت ۰ اینچ (۲۵٫۳۰ متر) بود. این کشتی در سال ۱۹۰۷ ساخته شد.